# اسپارون د وردون
اسپارون د وردون (به فرانسوی: Esparron-de-Verdon) یک کمون (فرانسه) در فرانسه است که در آلپ-دو-اوت-پرووانس واقع شده‌است. اسپارون د وردون ۳۴٫۲ کیلومتر مربع مساحت دارد ۳۸۶ متر بالاتر از سطح دریا واقع شده‌است.

## خواهرخوانده
شهر باد کروزینگن خواهرخواندهٔ اسپارون د وردون هست.